# کرواسی ۵۸۹

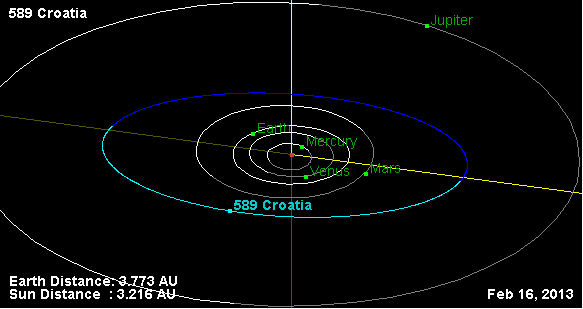
نمایی از محل قرارگیری سیارک کرواسی ۵۸۹ در مدار – ۲۰۱۳

سیارک ۵۸۹ (به انگلیسی: 589 Croatia، نامگذاری:1906TM) پانصد و هشتاد و نهمین سیارک کشف شده‌است که در ۳ مارس ۱۹۰۶ و در هایدلبرگ کشف شد.
قدر مطلق سیارک برابر ۹٫۱۴ است.